# Хованский, Иван Андреевич (лётчик)
Иван Андреевич Хованский (1908 — 6 января 1937) — лётчик-доброволец, лейтенант, участник гражданской войны в Испании. Герой Советского Союза (1937, посмертно).

## Биография
Родился в 1908 году в современной Брянской области. По национальности русский. Воспитывался в детских домах Брянской области. Окончил семь классов средней школы.
В 1931 году вступил в ВКП(б). После окончания военной школы лётчиков служил в 107-й эскадрилье 83-й истребительной авиационной бригады Белорусского военного округа. В 1936 году за успехи в боевой, политической и технической подготовке был награждён орденом «Знак Почёта».
С ноября 1936 года по январь 1937 года участвовал в гражданской войне в Испании. Летая на И-16, лично сбил один самолёт противника.
6 января 1937 года погиб в воздушном бою. В полдень в ходе отражения налёта 14 «юнкерсов» и 20 «хейнкелей» на Мадрид на высоте 100 метров его И-16 столкнулся с самолётом противника.
Указом Президиума Верховного Совета СССР от 4 июля 1937 года за мужество и героизм, проявленные при выполнении интернационального долга, лейтенанту Ивану Андреевичу Хованскому посмертно присвоено звание Героя Советского Союза.

## Награды
- Герой Советского Союза (посмертно) с вручением ордена Ленина (4 июля 1937 года);
- орден Красного Знамени (2 января 1937 года);
- орден «Знак Почёта» (1936).